# Operacja Little Flower
Operacja Little Flower – zatrzymanie serbskiego zbrodniarza wojennego Slavka Dokmanovicia, dokonane 27 czerwca 1997 przez operatorów JW 2305 (GROM). Było to pierwsze pojmanie jednego ze sprawców czystek etnicznych podczas wojen w byłej Jugosławii.

## Przygotowania
W listopadzie 1995 rząd chorwacki oraz serbskie władze autonomicznej republiki Wschodniej Slawonii, Baranji i Zachodniego Sremu podpisały układ, zgodnie z którym przekazywały te tereny pod administrację ONZ. Na jego podstawie Rada Bezpieczeństwa ONZ ustanowiła Tymczasową Administrację ONZ we Wschodniej Slawonii, Baranji i Zachodnim Sremie (UNTAES), mającą na celu przywrócenie tych terenów Chorwacji.
Problem stanowili będący na wolności sprawcy zbrodni wojennych m.in. dokonanych w Vukovarze, gdzie zginęło 1131 cywilów. Jednym z nich był Slavko Dokmanović, zwany Rzeźnikiem z Vukovaru. Dowództwo UNTAES postawiło sobie za cel jego zatrzymanie i przekazanie międzynarodowemu wymiarowi sprawiedliwości. Pierwsza akcja pojmania, która miała miejsce w kwietniu 1997, została odwołana ze względu na wybory samorządowe.
W marcu 1997 stacjonująca wówczas w Chorwacji polska jednostka specjalna GROM, tworząca w strukturach UNTAES Polską Grupę Specjalną, otrzymała propozycję wzięcia udziału w następnej operacji, która została przeprowadzona w maju. Trwała ona 3 dni i zakończyła się fiaskiem spowodowanym niepojawieniem się celu na terytorium UNTAES – ze względu na silne skupienie jednostek jugosłowiańskich po drugiej stronie Dunaju niemożliwe było uprowadzenie Dokmanovicia z terytorium Serbii, gdzie mieszkał. Zmusiło to kierownictwo sił ONZ do zastosowania podstępu – Rzeźnik miał zostać zaproszony do Vukovaru w celu sprzedania jednej z jego nieruchomości, jednak pomiędzy miastem a granicą miał wpaść w zasadzkę zastawioną przez polskich komandosów.

## Przebieg
Na kilka dni przed operacją, której nadano kryptonim Little Flower, w rejonie akcji zorganizowane zostały stanowiska snajperów – nie było pewności co do liczebności obstawy Dokmanovicia, więc potrzebne było odpowiednie zabezpieczenie.
Starannie przygotowywana operacja, o której wiedzieli tylko polscy operatorzy i dowództwo misji, rozpoczęła się o godzinie 14:55 - tuż po wywabieniu Dokmanovicia z jego kryjówki w Serbii do Wschodniej Slawonii, gdzie na moście granicznym w rejonie miejscowości Erdut (na której obrzeżach ulokowano bazę Polaków) wraz z ochroniarzem-współpracownikiem przesiadł się do opancerzonego pojazdu kierowanego przez polskiego komandosa; w aucie znajdował się również dowódca operacji. Za nimi podążał samochód z komandosami GROM-u.
Po przejechaniu mostu (ok. godziny 15:00) trasę konwoju zagrodziła wyjeżdżająca zza przygotowanych wcześniej worków z piaskiem ciężarówka Star, zmuszając pierwszy samochód do gwałtownego zjechania w lewo w kierunku szlabanu bazy Polaków. Komandosi błyskawicznie obstawili zablokowany pojazd opancerzony i wyciągnęli z niego obu zaskoczonych Serbów. Dokmanovicia przesłuchali agenci Międzynarodowego Trybunału Karnego dla byłej Jugosławii (ICTY), po czym w ochranianym przez Polaków konwoju przewieziono go na lotnisko, skąd został przetransportowany do Hagi.

## Rezultat
4 sierpnia 1997 przed Międzynarodowym Trybunałem Karnym rozpoczął się proces Dokmanovicia (osądzenia nie doczekał, popełnił samobójstwo 29 czerwca 1998, ale był pierwszym zbrodniarzem wojennym z byłej Jugosławii, który został pochwycony i postawiony przed Trybunałem). Planowana też była operacja zatrzymania innego, nieujawnionego z nazwiska zbrodniarza wojennego z Vukovaru, który jednak został ostrzeżony i zbiegł.
Po przeprowadzeniu operacji Little Flower dowództwo UNTAES obawiało się zemsty Serbów, dlatego GROM wzmocnił ochronę swojej bazy i stale utrzymywał stanowiska snajperskie. Do odwetu nie doszło - wynikało to częściowo z faktu, że zgodnie z oficjalnym stanowiskiem ONZ Dokmanovicia pojmali agenci ICTY.